# Green Park (Londen)
Green Park (officieel The Green Park) is een van de acht Koninklijke Parken van Londen. Het bestaat uit een gebied van ongeveer 53 acres en was oorspronkelijk een moerasachtige begraafplaats voor lepralijders van het nabijgelegen ziekenhuis in St. James.
Het werd eerst ontsloten in de 16e eeuw door Hendrik VIII. In 1668 maakte Karel II het tot een Koninklijk Park, door de belangrijkste paden van het park aan te leggen.
Het ligt tussen het Hyde Park en St. James's Park. Samen met Kensington Gardens en de tuinen van Buckingham Palace vormen deze parken een nagenoeg ongebroken strook van open land vanaf Whitehall en Victoria Station tot aan Kensington en Notting Hill.
In contrast met nabijgelegen parken heeft The Green Park geen meren, geen standbeelden of fonteinen (met uitzondering van het Canada Memorial door Pierre Granche) maar bestaat volledig uit beboste weiden. Het park wordt in het zuiden begrensd door Constitution Hill, in het oosten door de Queen's Walk en in het noorden door Piccadilly. Het grenst aan St. James's Park bij de Queen Victoria Memorial Gardens, tegenover de ingang van  Buckingham Palace. In het zuiden is de grens de ceremoniële weg The Mall. De gebouwen van St. James's Palace en Clarence House overzien het park aan de oostelijke zijde.
Het Green Park metrostation aan Piccadilly ligt dicht bij het noordelijke einde van de Queen's Walk.